# Åmmeberg
Åmmeberg är en tätort i Askersunds kommun, belägen i nordöstra delen av Hammars socken mellan Kärrafjärden i Vättern och sjön Åmmelången.

## Historik
Vid ån som förbinder de båda sjöarna Vättern och Åmmelången anlades under tidig medeltid en kvarn, ägd av Riseberga kloster. Vid 1700-talets början avstyckade en hemkommen karolin, Claes Prytz, Åmmebergs gård från Edö säteri. En huvudbyggnad i två våningar uppfördes. 
1857 köptes herrgården och Vena koboltgruvor av det belgiska gruvbolaget Vieille Montagne. Det blev början på zinkbrytning och förädling, samt en expansiv byggenskap. Stora utfyllnadsarbeten gjordes och representativ bebyggelse, i tegel och korsvirke, uppfördes. Ritningarna utfördes sannolikt av den belgiske arkitekten Benoit Baillot.  
Åmmeberg fungerade som hamn till gruvindustrin i Zinkgruvan. Hit kom tåg lastade med zink med Åmmebergs järnväg. Innan malmen lastades på pråmar skedde förädling och anrikning. Sedan 1974 fraktar lastbilar malmen till Otterbäcken vid Vänern för vidare transport. I Åmmeberg hade även gruvans direktör och de höga basarna sina kontor.
Sveriges första kvinnliga pilot, Elsa Andersson, omkom den 22 januari 1922 utanför Åmmeberg när hon hoppade fallskärm (hennes tredje fallskärmshopp).

## Befolkningsutveckling
| Befolkningsutvecklingen i Åmmeberg 1960–2020 | Befolkningsutvecklingen i Åmmeberg 1960–2020 | Befolkningsutvecklingen i Åmmeberg 1960–2020 | Befolkningsutvecklingen i Åmmeberg 1960–2020 | Befolkningsutvecklingen i Åmmeberg 1960–2020 |
| -------------------------------------------- | -------------------------------------------- | -------------------------------------------- | -------------------------------------------- | -------------------------------------------- |
|                                              |                                              |                                              |                                              |                                              |
| År                                           |                                              |                                              | Folkmängd                                    | Areal (ha)                                   |
| 1960                                         | 1960                                         |                                              | 681                                          |                                              |
| 1965                                         | 1965                                         |                                              | 624                                          |                                              |
| 1970                                         | 1970                                         |                                              | 608                                          |                                              |
| 1975                                         | 1975                                         |                                              | 618                                          |                                              |
| 1980                                         | 1980                                         |                                              | 673                                          |                                              |
| 1990                                         | 1990                                         |                                              | 716                                          | 218                                          |
| 1995                                         | 1995                                         |                                              | 698                                          | 210                                          |
| 2000                                         | 2000                                         |                                              | 641                                          | 210                                          |
| 2005                                         | 2005                                         |                                              | 654                                          | 213                                          |
| 2010                                         | 2010                                         |                                              | 590                                          | 212                                          |
| 2015                                         | 2015                                         |                                              | 443                                          | 202                                          |
| 2020                                         | 2020                                         |                                              | 459                                          | 206                                          |
|                                              |                                              |                                              |                                              |                                              |

## Samhället
I Åmmeberg finns golfbana, båthamn, affär och hotell. I en företagsby (Servicebyn) finns ett antal småföretag. Golfbanan är byggd på den gamla avfallssand som kom ifrån anrikningsverket. 
Många gamla byggnader finns i Åmmeberg, de flesta är byggda av gruvbolaget: Badhuset fungerar som affär, barnhemmet inrymmer lägenheter. Till bruksmiljön hör även kägelbana, lokstall och ett elegant vattentorn, placerat på en klippa i en kanal. Lokstallet rymmer fortfarande ett av gruvbolagets ånglok. Lokomotivet Carlsund (det första loket från Motala Verkstad), står för närvarande på Motala Industrimuseum i Motala. Åmmebergs herrgård stod färdig 1917 och är ritad av Ivar Tengbom. 
Kasinot från 1860-talet inrymde till 1910 även en katolsk kyrka. Kyrksilvret överflyttades då till församlingen i Gävle. En romersk-katolsk begravningsplats är anlagd på en udde i sjön Åmmelången.

## Personer med kopplingar till Åmmeberg
- Jan Mårtenson (född 1933), bosatt i Åmmeberg.
- Mikael Mogren, född i Åmmeberg.
- Theodor Pinet